# ICC World Cricket League 2007–09
Die ICC World Cricket League 2007–2009 war die erste Saison der ICC World Cricket League (WCL). Sie bestand aus fünf weltweiten Divisionen. Dabei spielten die Divisionen zeitlich gestaffelt und grob betrachtet von unten nach oben in einzelnen Turnieren, die im ODI-Format ausgetragen werden. In jedem Turnier werden jeweils zwei Aufsteiger ermittelt, die dann in der nächsthöheren Division beim nächsten Turnier antreten dürfen. Am Abschluss stand der ICC Cricket World Cup Qualifier 2009, der in Südafrika ausgetragen wurde.

## Teilnehmer
Teilnahmeberechtigt waren grundsätzlich die ‚Associate‘- und ‚Affiliate‘-Mitglieder des ICC. Diese wurden ihrer Stärke entsprechend in die Divisionen eingruppiert.

## Turniere
| Turnier             | Gastgeber   | Aufsteiger | Absteiger                                 |
| ------------------- | ----------- | --- | ----------------------------------------- |
| Division 1 (2007)   | Kenia       | Alle Teilnehmer qualifizierten sich für den ICC World Cup Qualifier 2009: Kenia, Schottland, Kanada, Schottland, Irland, Bermuda |                                           |
| Division 3 (2007)   | Australien  | Uganda | Hongkong, Tansania                        |
| Division 3 (2007)   | Australien  | Argentinien | Italien, Fidschi                          |
| Division 2 (2007)   | Namibia     | Ver. Arab. Emirate, Oman | Uganda                                    |
| Division 2 (2007)   | Namibia     | Namibia, Dänemark | Argentinien                               |
| Division 5 (2008)   | Jersey      | Afghanistan | Singapur, Botswana, Deutschland, Mosambik |
| Division 5 (2008)   | Jersey      | Jersey | Norwegen, Japan, Bahamas, Vanuatu         |
| Division 4 (2008)   | Tansania    | Afghanistan | Fidschi                                   |
| Division 4 (2008)   | Tansania    | Hongkong | Jersey                                    |
| Division 3 (2009)   | Argentinien | Afghanistan | Cayman Islands                            |
| Division 3 (2009)   | Argentinien | Uganda | Argentinien                               |
| WC Qualifier (2009) | Südafrika   | Irland, Kanada |                                           |
| WC Qualifier (2009) | Südafrika   | Niederlande, Kenia |                                           |

## Abschlusstabelle
Die Abschlussrangliste der World Cricket League 2007–2009.
| Platz | Nation             | Startdivision 2007 | Enddivision 2009 |
| ----- | ------------------ | ------------------ | ---------------- |
| 11.   | Irland             | 1                  | 1                |
| 12.   | Kanada             | 1                  | 1                |
| 13.   | Niederlande        | 1                  | 1                |
| 14.   | Kenia              | 1                  | 1                |
| 15.   | Afghanistan        | 5                  | 1                |
| 16.   | Schottland         | 1                  | 1                |
| 17.   | Ver. Arab. Emirate | 2                  | 2                |
| 18.   | Namibia            | 2                  | 2                |
| 19.   | Bermuda            | 1                  | 2                |
| 20.   | Uganda             | 3                  | 2                |
| 21.   | Oman               | 2                  | 3                |
| 22.   | Dänemark           | 2                  | 3                |
| 23.   | Papua-Neuguinea    | 3                  | 3                |
| 24.   | Hongkong           | 3                  | 3                |
| 25.   | Cayman Islands     | 3                  | 4                |
| 26.   | Argentinien        | 3                  | 4                |
| 27.   | Italien            | 3                  | 4                |
| 28.   | Tansania           | 3                  | 4                |
| 29.   | Fidschi            | 5                  | 5                |
| 30.   | Jersey             | 3                  | 5                |
| 31.   | Nepal              | 5                  | 5                |
| 32.   | Vereinigte Staaten | 5                  | 5                |
| 33.   | Singapur           | 5                  | R                |
| 34.   | Botswana           | 5                  | R                |
| 35.   | Deutschland        | 5                  | R                |
| 36.   | Mosambik           | 5                  | R                |
| 37.   | Norwegen           | 5                  | R                |
| 38.   | Japan              | 5                  | R                |
| 39.   | Bahamas            | 5                  | R                |
| 40.   | Vanuatu            | 5                  | R                |

Angegeben sind die Platzierungen der Rangliste ohne die zehn Vollmitglieder des ICC.